# Vijgenbladpompoen
De vijgenbladpompoen (Cucurbita ficifolia) is een plant uit de komkommerfamilie (Cucurbitaceae). De plant heeft bladeren die de vorm hebben van vijgenbladeren. De bloemen zijn geel en bestaan uit vijf bloembladeren, ze staan solitair in de bladoksels.
De vruchten zijn rond of ovaal en worden tot 50 cm groot. De gladde schil wordt rijp gemarmerd, groenig wit of groen met witte strepen en vlekken. De vruchtsteel is afgerond vijfkantig met een iets bredere vruchtaanzet. Het vruchtvlees is wit en vezelig. De vruchtholte bevat vele platte, zwarte of bruine, tot 2,5 cm grote zaden.
Het vruchtvlees van onrijpe vruchten wordt gestoofd en als groente gegeten of in soepen verwerkt. Rijp vruchtvlees wordt zoet ingelegd of tot jam verwerkt. Ook wordt uit het vruchtvlees een alcoholische drank bereid. De zaadkernen kunnen ook worden gegeten.
De vijgenbladpompoen komt oorspronkelijk uit Midden-Amerika en wordt in tropisch Amerika, Afrika en Zuidoost-Azië (vooral op de Filipijnen) verbouwd.

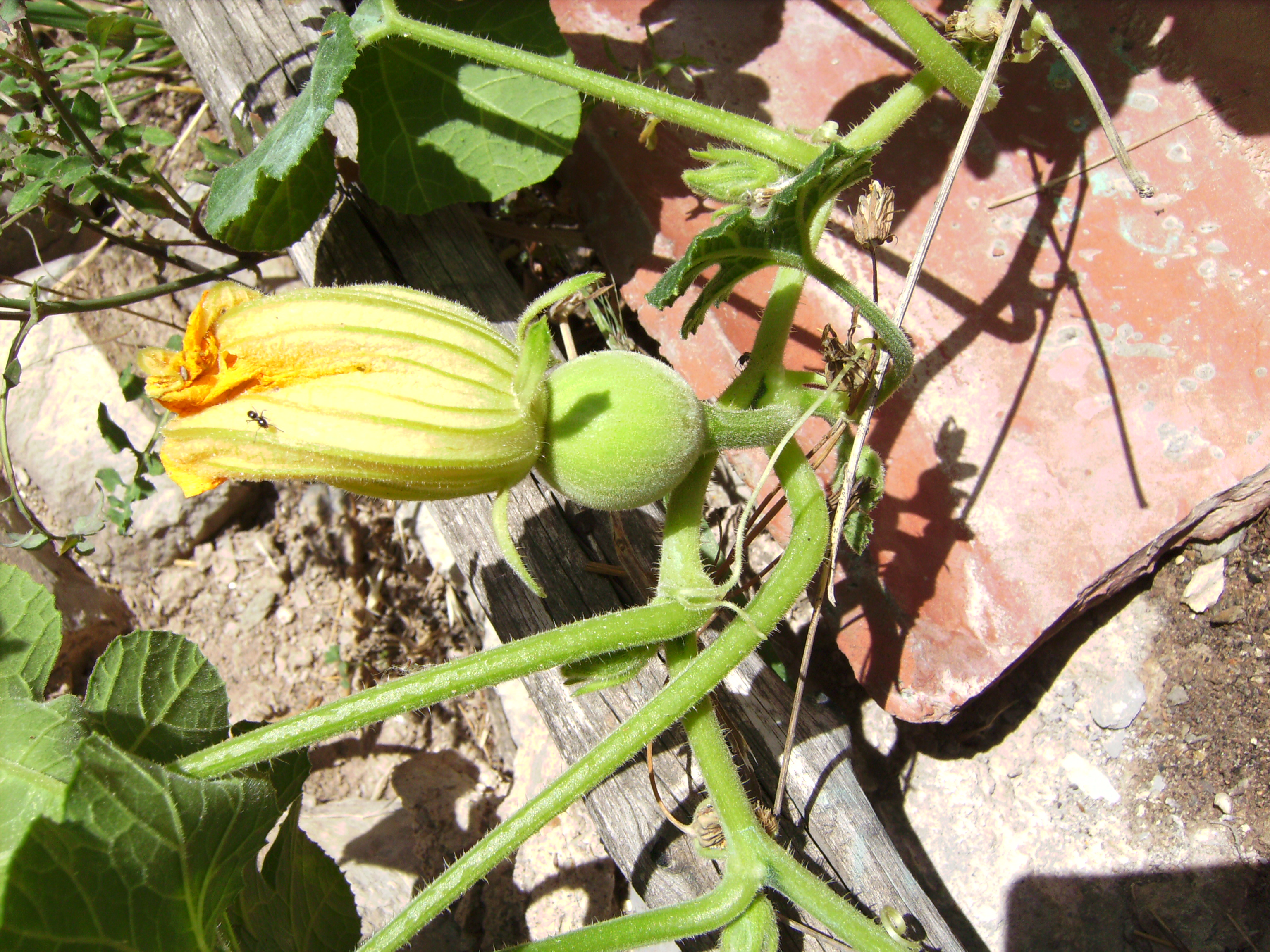
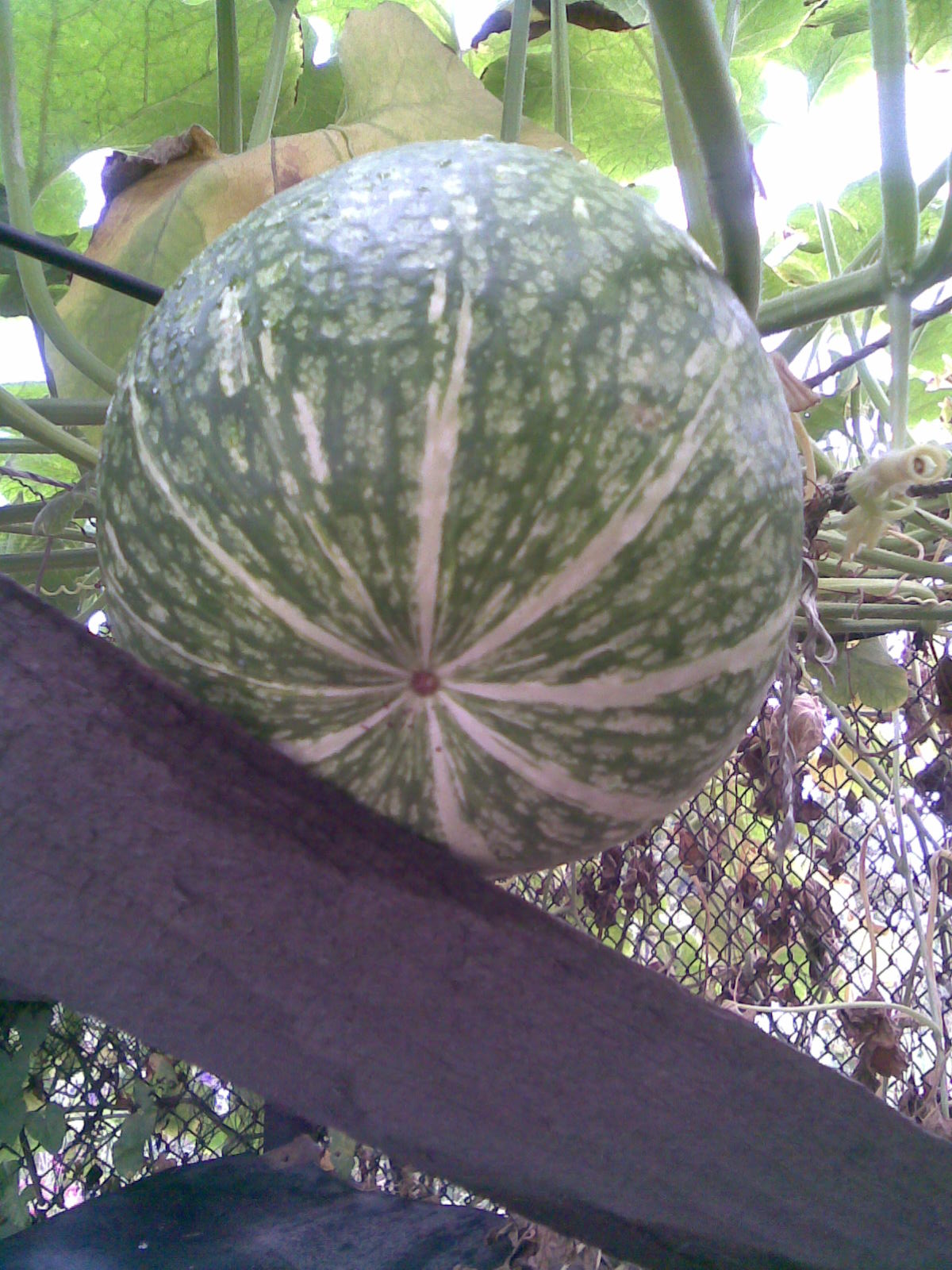
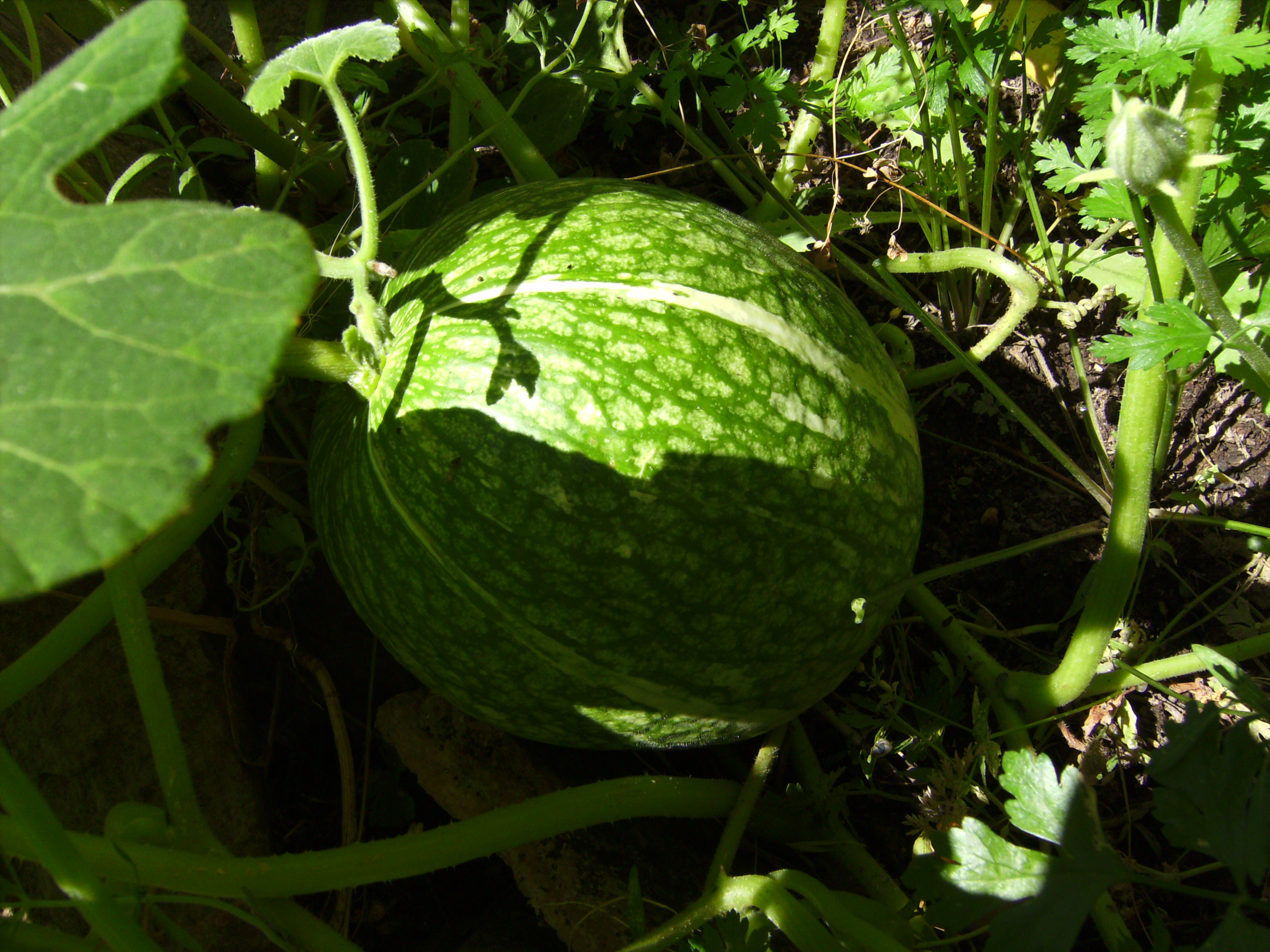